# 马提尼克共产党
马提尼克共产党（法語：Parti communiste martiniquais），简称马共（PCM），是马提尼克的一个共产主义政党。该党在1957年9月举行的法国共产党马提尼克联合会第一次正式会议上成立。1960年代初期，该党一度成为马提尼克第一大党。该党的秘书长是乔治·埃里科特。该党的总部位于法兰西堡。该党出版报纸《公正》和理论刊物《行动》。